# Tetsuro Amino
Tetsuro Amino é um diretor de animes japonês que trabalhou em mais de 60 obras.

## Carreira
Um dos grandes destaques de sua carreira é o anime Shippuu! Iron Leaguer, com o qual ele esteve envolvido desde a concepção. O anime possui muitos fãs apesar de ter se encerrado em 1994, com eventos que homenageiam o anime e o próprio diretor ocorrendo até 2023.
Em 1997, enquanto dirigia o anime Bakusō Kyōdai Let's & Go, escreveu a letra da música ""Oretachi" no Theme", encerramento do filme da série, dirigido pelo próprio. Ele se aventurou em algumas outras composições também. A série também alcançou bom sucesso, com eventos pelo Japão com participação do próprio Amino, que se envolveu até no lançamentos de caixas especiais contendo material do anime.
Em, 2009, foi anunciado como o diretor do remake de Konchu Monogatari Minashigo Hutch.
Em 2015, começou seu trabalho dirigindo o anime Nijiiro Days.